# 321 Florentina
321 Florentina eller 1959 RS är en asteroid i huvudbältet, som upptäcktes den 15 oktober 1891 av den österrikiske astronomen Johann Palisa. Asteroiden namngavs senare efter Florentine, dottern till upptäckaren.
Den tillhör asteroidgruppen Koronis.
Florentinas senaste periheliepassage skedde den 25 oktober 2019.[Uppdatering behövs] Dess rotationstid har beräknats till 2,87 timmar.